# 荘瑞雄
荘 瑞雄（そう ずいゆう、ジュアン ルイシオン、1963年〈民国52年〉4月20日 - ）は、中華民国（台湾）の弁護士、政治家。民主進歩党所属の立法委員。

## 経歴
2006年の台北市議員選挙で初当選した。
2010年、民進党台北市党部主席を務めた。2014年の台北市長選挙では、民進党として柯文哲を支持すべきと提案した。
2014年、党部主席を辞任し、屏東県へ戻った。
2015年、屏東県第三選挙区の潘孟安が立法委員を辞職することに伴い、翌年2月7日に行われた補欠選挙で65%以上の得票率を獲得し当選した。
2016年の第9回立法委員選挙では50%以上の得票率で再選された。
2020年の第10回立法委員選挙では、選挙区の再編が行われ、屏東県に3つあった選挙区が2つに統合された。屏東県第三選挙区だった荘は全国不分区及び僑居国外国民で出馬することで決着がついた。
2022年、屏東県長選挙の党内予備選に出馬したが、周春米に敗北した。
2024年の第11回立法委員選挙でも比例代表から出馬し、再選された。

## 選挙記録
| 年度 | 選挙                  | 選挙区                           | 所属政党   | 得票数    | 得票率 | 当選 | 注釈 |
| ---- | --------------------- | -------------------------------- | ---------- | --------- | ------ | ---- | ---- |
| 2006 | 第10回台北市議員選挙  | 第一選挙区                       | 民主進歩党 | 25,171    | 9.45%  |      |      |
| 2010 | 第11回台北市議員選挙  | 第一選挙区                       | 民主進歩党 | 34,250    | 11.49% |      |      |
| 2015 | 第8回立法委員補欠選挙 | 屏東県第三選挙区                 | 民主進歩党 | 42,988    | 65.88% |      |      |
| 2016 | 第9回立法委員選挙     | 屏東県第三選挙区                 | 民主進歩党 | 67,260    | 53.52% |      |      |
| 2020 | 第10回立法委員選挙    | 全国不分区及び僑居国外国民選挙区 | 民主進歩党 | 4,811,241 | 33.98% |      |      |
| 2024 | 第11回立法委員選挙    | 全国不分区及び僑居国外国民選挙区 | 民主進歩党 | 4,982,062 | 36.16% |      |      |